# Renaud (album)
Cet article concerne l'album. Pour le chanteur français, voir Renaud. Pour les autres significations, voir Renaud (homonymie).
Albums de Renaud
Le plein de super
(2010) Phénix Tour
(2017)
Singles
1. Toujours debout
Sortie : 26 janvier 2016
2. J'ai embrassé un flic
Sortie : 7 avril 2016
3. Les Mots
Sortie : 6 septembre 2016
4. Héloïse
Sortie : 9 janvier 2017

Renaud, parfois appelé Toujours debout, est le 16e album studio de Renaud, sorti en 2016.
Il comprend quatorze chansons, dont la troisième est Toujours debout. Parmi les autres titres, J'ai embrassé un flic, Mulholland Drive, ou encore Hyper Cacher,. Il comprend également Ta batterie et le slam Pour Karim, pour Fabien. Les compositeurs sont Michaël Ohayon, Renan Luce (son gendre), Jean-Pierre Bucolo, Alain Lanty, Leslie Bourin, Alexandre Sarrazin ainsi que Romane Serda pour le titre caché.
Sort le 18 novembre 2016 une édition limitée de l'album, avec en bonus deux titres inédits : Quand  les hommes vivront d'amour de Raymond Lévesque, interprété avec Charlebois et David McNeil ainsi que L'Enfant différent. Un DVD est également présent, contenant un reportage de quinze minutes et des photographies prises lors de l’enregistrement studio de l'album.

## Liste des chansons
Édition standard
Toutes les paroles sont écrites par Renaud.
| 1.    | J'ai embrassé un flic                | Michaël Ohayon                       | 2:45 |
| 2.    | Les Mots                             | Renan Luce                           | 3:24 |
| 3.    | Toujours debout                      | Michaël Ohayon                       | 3:43 |
| 4.    | Héloïse                              | Michaël Ohayon                       | 2:08 |
| 5.    | La Nuit en taule                     | Renan Luce                           | 3:01 |
| 6.    | Petit Bonhomme                       | Jean-Pierre Bucolo                   | 2:50 |
| 7.    | Hyper Cacher                         | Michaël Ohayon                       | 2:20 |
| 8.    | Mulholland Drive                     | Michaël Ohayon                       | 4:02 |
| 9.    | La vie est moche et c'est trop court | Michaël Ohayon                       | 3:43 |
| 10.   | Mon anniv'                           | Michaël Ohayon                       | 4:03 |
| 11.   | Dylan                                | Alain Lanty                          | 3:33 |
| 12.   | Petite Fille slave                   | Renan Luce                           | 2:40 |
| 13.   | Ta batterie                          | Leslie Bourdin et Alexandre Sarrazin | 3:32 |
| 14.   | Pour Karim, pour Fabien              | Romane Serda                         | 3:18 |
| 44:23 |                                      |                                      |      |

Chansons bonus
| No  | Titre                            | Paroles          | Musique          | Durée |
| --- | -------------------------------- | ---------------- | ---------------- | ----- |
| 15. | L'Enfant différent               | Renaud           | Michaël Ohayon   | 4:09  |
| 16. | Quand les hommes vivront d'amour | Raymond Levesque | Raymond Levesque | 2:27  |

## Thèmes des chansons
L'album est dédié aux proches et aux victimes de l'attentat contre Charlie Hebdo, de la prise d'otages du magasin Hyper Cacher et des attentats du 13 novembre 2015. Renaud aborde ces événements dans les chansons J'ai embrassé un flic et Hyper Cacher.
Alors que certaines chansons vont parler de sa famille (Héloïse pour sa petite-fille, Petit bonhomme et Ta batterie pour son fils Malone), d'autres sont d'un air plus grave. La vie est moche et c'est trop court et Mon anniv' rappellent le temps qui passe et la mort qui vient, Dylan aborde le sujet d'un jeune victime d'un accident de la route, Petite fille slave le destin d'une fille de l'est ayant quitté sa terre natale pour se prostituer et La Nuit en taule, chanson autobiographique qui raconte une nuit passée en prison pour excès de vitesse. La chanson Mulholland Drive, quant à elle, évoque les premiers pas d'une jeune américaine quittant une famille médiocre pour « vivre sans collier sans laisse ».

## Ventes
L'album obtient rapidement des ventes très importantes avec un peu plus de 203 000 exemplaires écoulés en seulement trois jours, sur environ 470 000 pré-ventes.
Il atteint d'emblée la première place du Top Albums avec 287 323 exemplaires vendus en une semaine, signant le meilleur démarrage du millénaire après Johnny Hallyday et un record de ventes inédit depuis novembre 2002,. En deuxième semaine, il garde la tête du Top Albums et cumule un total de 386 865 exemplaires vendus,. Toujours no 1 la semaine suivante, l'album s'est déjà écoulé à 436 341 exemplaires. Un mois après sa sortie, il conserve la tête du classement et totalise 472 000 ventes. Indétrônable en cinquième semaine, les ventes s'élèvent à 490 444 exemplaires. L'album atteint 505 747 ventes la sixième semaine mais perd la tête du classement (no 2). Au total, il reste classé dans le Top 10 pendant treize semaines.
Il est l'album le plus vendu en France, en 2016, avec 718 883 exemplaires vendus (en ventes physiques et numériques).

## Classements et certifications
| Pays                | Meilleure position | Certification |
| ------------------- | ------------------ | ------------- |
| France              | 1                  | Diamant       |
| Belgique (Wallonie) | 1                  | Or            |
| Suisse              | 2                  |               |

## Crédits
Source : livret de l'album

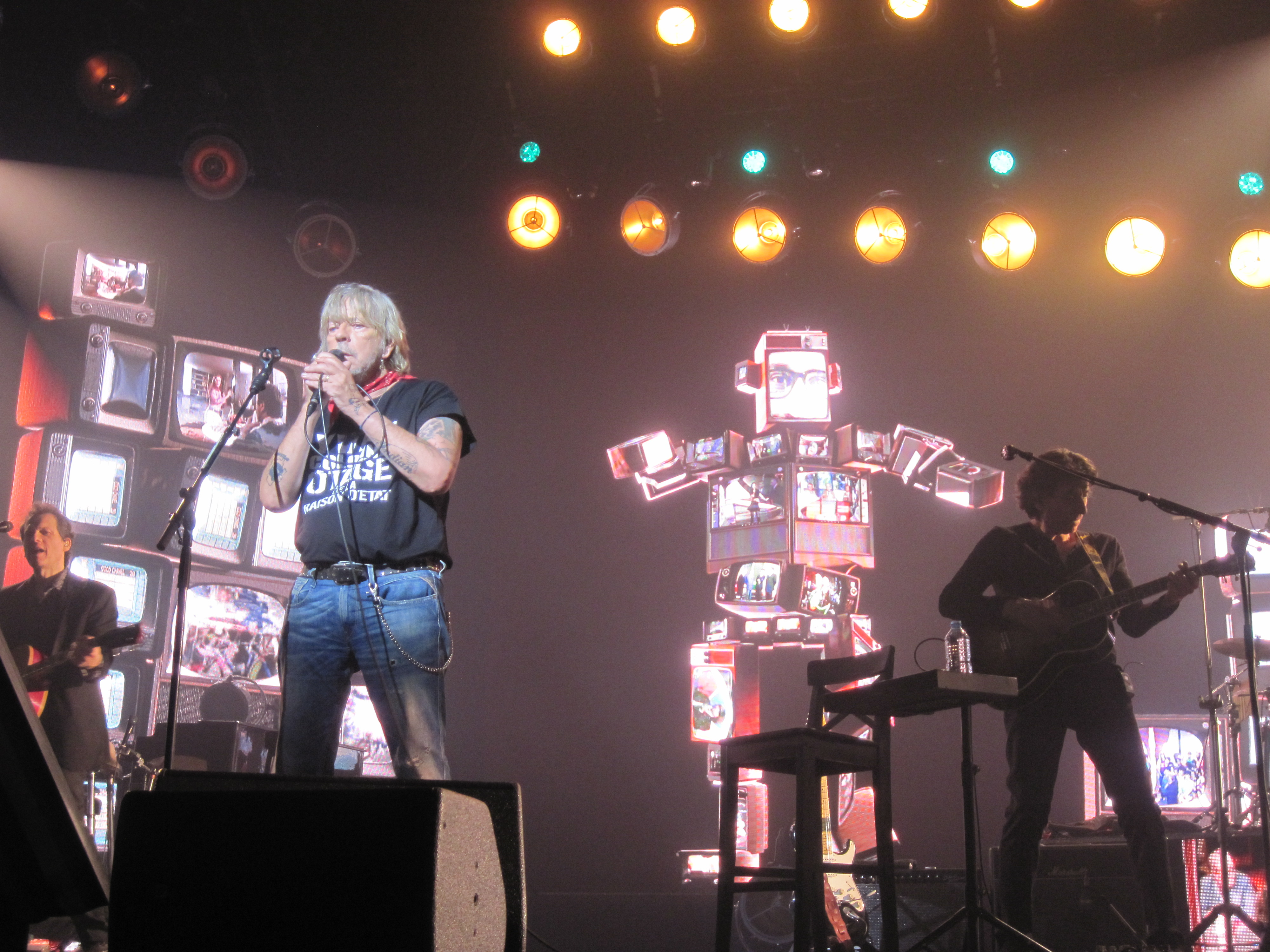
Renaud sur scène au Zénith de Paris lors de sa tournée 2016.

- Michaël Ohayon : compositeur (1, 3, 4, 7 à 10), arrangements, réalisateur artistique, mixage, guitares électriques et acoustiques, mandoline, chœurs, piano (10), tin whistle, pianet
- Erwin Autrique : enregistrement et mixage, mastering
- Jean-François Berger : piano (1, 4, 8, 9, 11 et 12), orgue Hammond, trompette, accordéon (1, 5, 6 et 9), wurlitzer, arrangements et direction des cordes
- Evert Verhees : guitare basse
- Laurent Faucheux : batterie (1, 5, 6, 8 à 12, 14), percussions (1, 5, 8 et 11)
- Bram Raeymaekers : batterie (3 et 13)
- Philippe Decock : piano (2 et 13), harmonica (11)
- Roland Romanelli : accordéon (2, 4 , 7, 12 et 13)
- Joost Gils : hautbois (6)